# 日伝
株式会社日伝（にちでん、英: NICHIDEN Corporation）は、大阪府大阪市に本社を置く動力伝導機器・産業用機器・制御機器の専門商社である。

## 沿革
- 1935年3月 - 錦商店を創業、大阪市東区大手通2丁目
- 1952年1月 - 日本伝導株式会社を設立、大阪市北区中之島4丁目
- 1959年10月 - 日本伝導精機株式会社に社名変更
- 1961年2月 - 本社社屋を新築移転、大阪市南区上本町西1丁目（現在の本社の場所）
- 1973年1月 - 東京支店を開設
- 1989年4月 - 株式会社日伝に社名変更
- 1991年4月 - 本社を新築移転、東大阪市本庄西2丁目（現：東大阪ビル、登記簿上の本店は現在の本社の場所のまま）
- 1991年9月 - 株式を店頭登録
- 2003年9月 - 現地法人日伝国際貿易（上海）有限公司を設立
- 2006年2月 - 東京証券取引所市場第一部に上場
- 2008年2月 - 本社を現在地に新築移転、大阪市中央区上本町西1丁目